# Montcada i Reixac (kommun)
Montcada i Reixac är en kommun i Spanien.   Den ligger i provinsen Província de Barcelona och regionen Katalonien, i den östra delen av landet, 500 km öster om huvudstaden Madrid. Antalet invånare är 34 689. Arean är 23,3 kvadratkilometer. Montcada i Reixac gränsar till Barcelona, Badalona, Santa Perpètua de Mogoda, La Llagosta, Sant Fost de Campsentelles, Santa Coloma de Gramenet, Cerdanyola del Vallès, Ripollet, Barberà del Vallès, Palau-solità i Plegamans och Mollet del Vallès. 
Terrängen i Montcada i Reixac är platt åt nordväst, men åt sydost är den kuperad.